# Henryk Apte
Henryk Apte (ur. 13 lipca 1888 w Krakowie, zm. 1942 Bełżec) – doktor praw, adwokat, skrzypek, kameralista, krytyk i działacz muzyczny.

## Życiorys
Ukończył w 1910 prawo na Uniwersytecie Jagiellońskim. W 1911 roku uzyskał stopień doktora praw – był znanym w Krakowie adwokatem. Gry na skrzypcach uczył się w Krakowie. Studiował też muzykologię pod kier. Guido Adlera w Wiedniu. Debiutował jako skrzypek w 1913 roku. Występował często jako solista, grał również w zespołach kameralnych. Był współzałożycielem Żydowskiego Towarzystwa Muzycznego w Krakowie i przez długie lata jego prezesem, a także prezesem Żydowskiego Towarzystwa Śpiewaczego „Szir”.
Od lutego 1920 roku aż do końca istnienia Nowego Dziennika, był głównym sprawozdawcą i recenzentem muzycznym. Swoją współpracę z gazetą rozpoczął relacją Wrażenia muzyczne z Wiednia. Jako krytyk był, obok Alfreda Jendla z Ilustrowanego Kuriera Codziennego, najbardziej liczącym się dziennikarzem muzycznym Krakowa. Każda recenzja składała się ze wstępnego rysu historycznego dotyczącego osoby kompozytora, okoliczności powstania opery i jej pierwszego wykonania. Apte ubolewał nad przypadkowością wykonywanych w Krakowie utworów, podkreślał brak ważnych, upominał się o Beethovena, Mahlera i Brucknera.
W czasie II wojny świat. przebywał początkowo we Lwowie, a następnie w Wieliczce. Został zamordowany w obozie zagłady w Bełżcu.